# Branimir Jelušić
Branimir Jelušić (1946) è un ex calciatore jugoslavo, dal 1992 bosniaco, di ruolo centrocampista.
Vanta 209 incontri nella massima divisione jugoslava (vince un titolo nel 1972), 8 in Coppa UEFA e 2 in Coppa dei Campioni.

## Palmarès

### Club

#### Competizioni nazionali
- Campionato jugoslavo: 1

Željezničar: 1971-1972